# Reserva índia de Fort Belknap

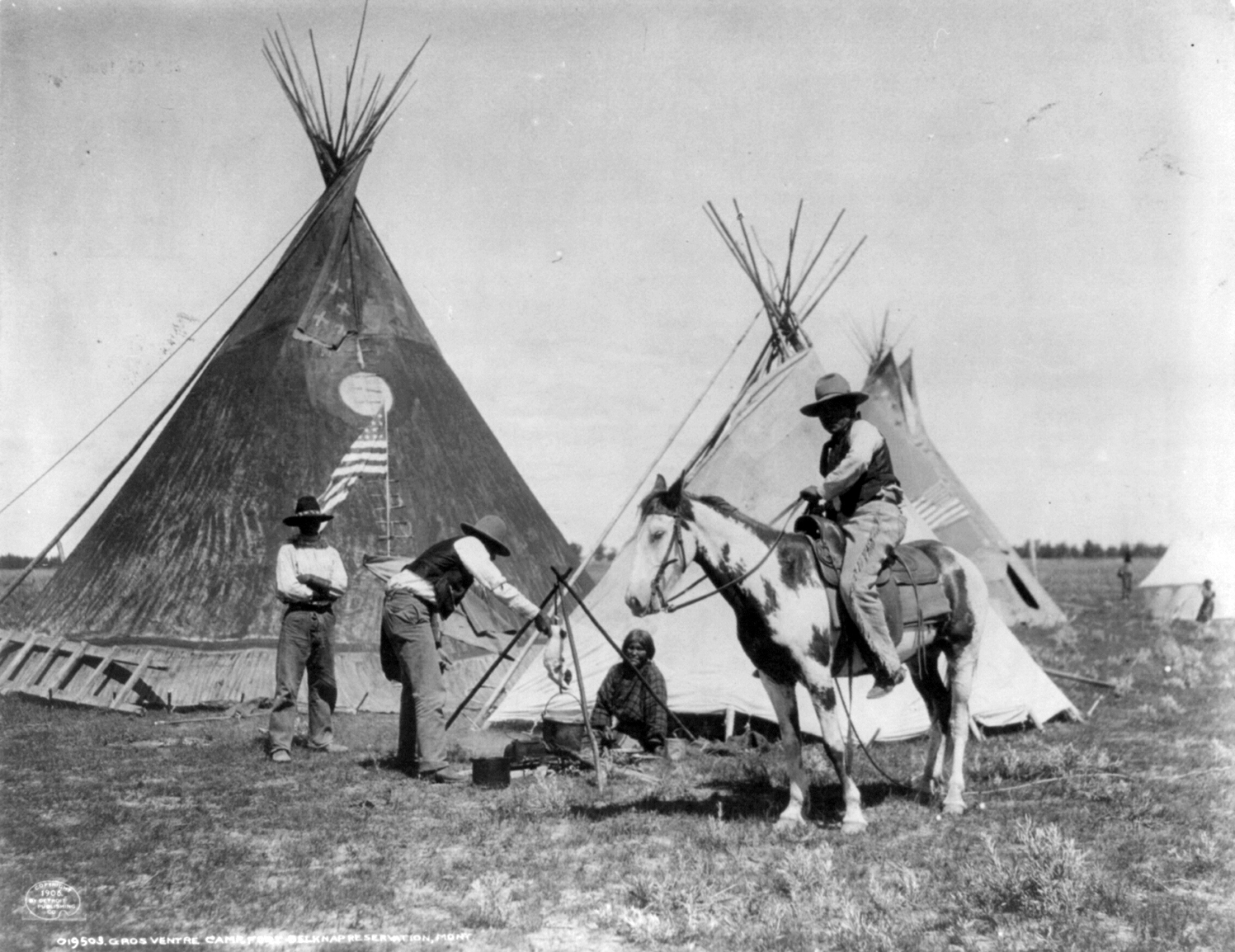
Reserva de Fort Belknap, 1906

La reserva índia de Fort Belknap és una reserva d'amerindis dels Estats Units que cobreix una àrea de 2.626,415 km² i es troba al centre-nord de Montana. Inclou la part principal de la seva pàtria, així com terra fora de la reserva en fideïcomís. És compartit per dues tribus ameríndies, els A'aninin (Gros Ventre) i el nakota (assiniboines). La seva ciutat més gran és Fort Belknap Agency, a l'extrem nord de la reserva. Això és just al sud de la ciutat de Harlem a través del riu Milk.

## Història
Establida en 1888, la reserva és el que queda del gran territori ancestral de les nacions blackfoot i nakoda. Els A'aninin, com a membres de la confederació blackfoot, i la nació nakoda signaren els tractat de Fort Laramie de 1851 i 1855 amb el govern dels Estats Units establint llurs respectius territoris amb els Estats Units Continentals. La reserva de Fort Belknap és part del que queda del territori ancestral d'aquelles dues nacions que incloïa en centre i est de Montana i part de l'oest de Dakota del Nord. Les reserves Blackfeet Fort Peck també són part d'aquests límits territorials. La reserva de Fort Belknap rebre el nom per William W. Belknap, Secretari de Guerra sota l'administració del president Grant. Belknap va ser sotmès a judici polític per corrupció.
Un hospital de 12 llits dins la reserva ha estat reemplaçat amb una infermeria de 6 llits, que va començar a ser ocupada el 18 de maig de 1998. En el marc dels tractats i acords entre el govern dels Estats Units i les tribus ameríndies, el govern ha de proporcionar serveis de als nadius americans. Això va ser a canvi de les moltes terres arrabassades als pobles nadius americans pel ferrocarril, la ramaderia, les carreteres, embassaments i altres instal·lacions. L'establiment de l'IHS (Indian Health Services) no es va produir fins a 1955, els conceptes d'auto-dependència, determinació i sobirania tribal haver estat una tradició de fa temps.
L'origen exacte del nom a'aninin, (que vol dir "poble de l'argila blanca") no és clar. Molts creuen que es pintaven amb argila blanca que es trobava al llarg del riu Saskatchewan per a les cerimònies, igual que els seus germans tribals els arapaho. Els primers paranyers i comerciants de pells francesos els van anomenar "gros ventre", perquè altres tribus de la zona es referien a ells com "Poble de les Cataractes." El signe de la caiguda de l'aigua és el pas de les mans sobre l'estómac i els francesos pensaven que els indis deien ventre gran, raó per la qual els anomenen "gros ventre", "panxa gran" en francès.
Els Nakoda (que vol dir "els generosos") se separaren dels sioux yanktonai en el segle XVII i emigraren cap a l'oest cap a les planures amb els seus aliats, els crees de les planures. Els chippewa anomenaren als nakoda "assiniboine", una paraula chippewa que significa “els que cuinen amb pedres”. Els nakoda es trobe na les reserves índies de Fort Belknap i Fort Peck a Montana i en nombroses reserves a Saskatchewan i Alberta.
Els a'aninin i els nakoda eren caçadors nòmades i guerrers. Van seguir el búfal que els proporcionava totes el que necessitaven: menjar, roba i tela pels tipis. El búfal era el mode de vida indígena i els nakoda, a'aninin i altres tribus de les Planes feien una bona vida amb el búfal. L'últim ramat salvatge de búfals en territori continental dels Estats Units al segle XIX vagava entre les muntanyes Bear Paw i les Little Rocky Mountains a l'exuberant vall del riu Milk.
Actualment les dues tribus s'uneixen en una sola tribu reconeguda federalment anomenada Comunitat Índia Fort Belknap. Plegades, les tribus han format i mantingut una comunitat que té un profund respecte per la seva terra, la seva cultura i el seu patrimoni. Fort Belknap deriva el seu nom d'una fortificació militar que es va establir al riu Milk, una milla al sud-oest de l'actual ciutat de Chinook (Montana). El fort, anomenat així per William W. Belknap, qui era el secretari de Guerra en aquest moment, era un fort militar combinat amb un lloc comercial. Es va convertir en una agència del Govern per a les tribus a'aninin i nakoda que vivien a la zona.

## Bisó
Fort Belknap està programat per rebre part dun ramat de bisons americans de raça pura del parc nacional de Yellowstone, que vna ser traslladats a la Reserva índia de Fort Peck el març de 2012. Els bisons foren reintroduïts en 2013

## Comunitats
- Fort Belknap Agency
- Hays
- Lodge Pole

## En literatura
La novel·la Winter in the Blood esdevé aquí.

## Notable A'aninin
- James Welch (1940 – 4 d'agost de 2003) fou un escriptor i poeta a'aninin llorejat.
- Bein Es Kanach (Red Whip) fou un famós cap A'aninin.
- Theresa Lamebull (1896 – agost de 2007) fou una dona supercentenària que es creu que havia estat el membre viu més antic de la tribu A'aninin de Montana i possiblement l'ameríndia més antiga registrada.
- George Horse-Capture (1937 – 2013) fou un antropòleg i escriptor A'aninin, qui fou curador del Plains Indian Museum i del Museu Nacional dels Indis Americans.